# Phrixocomes
Phrixocomes är ett släkte av fjärilar. Phrixocomes ingår i familjen mätare.
Kladogram enligt Catalogue of Life:
| Phrixocomes | \| \| Phrixocomes gephyrea \| \| \| \| \| \| Phrixocomes hedrasticha \| \| \| \| \| \| Phrixocomes nexistriga \| \| \| \| \| \| Phrixocomes ptilomacra \| \| \| \| \| \| Phrixocomes steropias \| \| \| \| |
|             | \| \| Phrixocomes gephyrea \| \| \| \| \| \| Phrixocomes hedrasticha \| \| \| \| \| \| Phrixocomes nexistriga \| \| \| \| \| \| Phrixocomes ptilomacra \| \| \| \| \| \| Phrixocomes steropias \| \| \| \| |
|             | Phrixocomes gephyrea |
|             | |
|             | Phrixocomes hedrasticha |
|             | |
|             | Phrixocomes nexistriga |
|             | |
|             | Phrixocomes ptilomacra |
|             | |
|             | Phrixocomes steropias |
|             | |